# Dry River (South Gregory River)
Der Dry River ist ein Fluss im Osten des australischen Bundesstaates Queensland.

## Geografie
Der Fluss entspringt etwa 40 Kilometer östlich von Maiden Springs und rund 17 Kilometer östlich der Kennedy Developmental Road in der Great Dividing Range, ungefähr 115 Kilometer nordnordöstlich von Hughenden. Er fließt nach Norden und mündet in der Nähe von Gregory Springs in den South Gregory River, kurz bevor dieser zusammen mit dem North Gregory River den Gregory River bildet.